# Numero Uno (album)
Numero Uno – album studyjny Tadeusza Nalepy nagrany z grupą Dżem, wydany w 1988 roku.
Muzyka autorstwa Tadeusza Nalepy, słowa napisał Bogdan Loebl. Nagrania zrealizowano w Studiu „Giełda” Polskiego Radia w Poznaniu, w dniach 10–17 czerwca 1987 roku. Realizacja dźwięku – Piotr Madziar przy współpracy Zbigniewa Suchańskiego i Ryszarda Glogera.

## Lista utworów
Strona A
1. „Ten o tobie film” – (04:20)
2. „Noc jak owoc” – (06:20)
3. „Pójdziesz tylko z cieniem” – (05:15)
4. „Zostań w moim śnie” – (04:43)

Strona B
1. „Naprzód czy w tył” – (05:20)
2. „Wstań i idź” – (04:55)
3. „Zły” – (03:10)
4. „Pięści ze stali” – (07:00)

Wydanie CD
1. „Hołd” – (05:56)

## Twórcy
- Paweł Berger – instrumenty klawiszowe (fortepian, rhodes, Hammond B-3, Yamaha DX-7)
- Grażyna Dramowicz – śpiew
- Marek Kapłon – perkusja (Rodgers Drums, Paiste Cymbals)
- Tadeusz Nalepa – śpiew, gitara (Gibson L5 Custom)
- Adam Otręba – gitara (Gibson Les Paul)
- Benedykt Otręba – gitara basowa (Fender Precision Bass)
- Jerzy Styczyński – gitara (Ibanez Artist, Yamaha Acoustic Guitar)

## Wydawnictwa
- LP Polskie Nagrania „Muza” SX 2598, listopad 1988, 41:15
- MC Polskie Nagrania „Muza” CK 701, luty 1989, 41:15
- CD Polskie Nagrania Edition ECD 013, wrzesień 1992, 47:11
- CD Metal Mind Productions MMPCD0462, 2 października 2006, 41:03
- DG CD Metal Mind Productions MMPCD0462DG, 11 lutego 2008, 47:04